# Nihon Joshi Soccer League 2017
Die Nihon Joshi Soccer League 2017 ist die 28. Spielzeit der japanischen Fußballliga der Frauen unter diesem Namen. Sie besteht aus insgesamt drei Divisionen, der Nadeshiko League Division 1, der Nadeshiko League Division 2 sowie der in zwei Staffeln ausgetragenen Challenge League. Die reguläre Saison begann im März und wird voraussichtlich Ende Oktober 2017 enden.

## Nadeshiko League Division 1

### Teilnehmer und ihre Spielorte
| Team                      | Stadt      | Heimstadion                       |
| ------------------------- | ---------- | --------------------------------- |
| Albirex Niigata           | Niigata    | Niigata City Athletic Stadium     |
| Iga FC Kunoichi           | Iga        | Sport Ueno-Park Stadium           |
| INAC Kōbe Leonessa        | Kobe       | Noevir Stadium Kobe               |
| JEF United Ichihara Chiba | Chiba      | Fukuda Denshi Arena               |
| NTV Beleza                | Tokyo      | Ajinomoto Field Nishigaoka        |
| AC Nagano Parceiro        | Nagano     | Minami-Nagano Sports Park Stadium |
| AS Elfen Saitama          | Kounosu    | Kounosu Municipal Stadium         |
| Urawa Red Diamonds        | Saitama    | Urawa Komaba Stadium              |
| Vegalta Sendai            | Sendai     | Yurtec Stadium Sendai             |
| Nojima Stella             | Sagamihara | Gion Stadium                      |

### Tabelle
| Pl. | Verein                    | Sp. | S  | U | N  | Tore    | Diff. | Punkte |
| --- | ------------------------- | --- | -- | - | -- | ------- | ----- | ------ |
| 1.  | NTV Beleza (M)            | 18  | 15 | 2 | 1  | 039:800 | +31   | 47     |
| 2.  | INAC Kōbe Leonessa        | 18  | 12 | 3 | 3  | 031:120 | +19   | 39     |
| 3.  | Urawa Red Diamonds        | 18  | 10 | 2 | 6  | 029:140 | +15   | 32     |
| 4.  | Vegalta Sendai            | 18  | 9  | 3 | 6  | 021:230 | −2    | 30     |
| 5.  | Albirex Niigata           | 18  | 7  | 4 | 7  | 018:210 | −3    | 25     |
| 6.  | AC Nagano Parceiro        | 18  | 6  | 5 | 7  | 023:160 | +7    | 23     |
| 7.  | JEF United Ichihara Chiba | 18  | 7  | 1 | 10 | 014:230 | −9    | 22     |
| 8.  | Nojima Stella (N)         | 18  | 3  | 5 | 10 | 017:320 | −15   | 14     |
| 9.  | AS Elfen Saitama (R)      | 18  | 4  | 2 | 12 | 013:400 | −27   | 14     |
| 10. | Iga FC Kunoichi           | 18  | 2  | 3 | 13 | 014:300 | −16   | 09     |

| Zum 27. Spieltag: |                                                                   |
| Meister 2017 Relegationsspiele gegen den Vizemeister der Division 2: Speranza FC Ōsaka Takatsuki Abstieg in die Division 2 2017: Okayama Yunogo Belle |                                                                   |
| |                                                                   |
| Zum Saisonende 2016: |                                                                   |
| (M) | Amtierender Meister: NTV Beleza                                   |
| (R) | Gewinner der Relegationsspiele: AS Elfen Saitama                  |
| (N) | Neuaufsteiger aus der Nadeshiko League Div. 2 2016: Nojima Stella |
| |                                                                   |

### Relegation zur Nadeshiko League Division 1
Der Vorletzte der Nadeshiko League Division 1 2017 spielt gegen den 2. Platzierten der Nadeshiko League Division 2 2017 um die Relegation. Das Hinspiel wird am 9. und das Rückspiel am 16. Dezember 2017 stattfinden. Der Sieger wird sich für die Nadeshiko League Division 1 2018 qualifizieren.
|                  | Gesamt |              | Hinspiel | Rückspiel |
| ---------------- | ------ | ------------ | -------- | --------- |
| AS Elfen Saitama | -:-    | Cerezo Osaka | 0:1      | 16.12     |

### Torschützenliste
Bei gleicher Anzahl von Treffern sind die Spieler alphabetisch geordnet.
| Platz | Spieler         | Mannschaft         | Tore |
| ----- | --------------- | ------------------ | ---- |
| 01    | Mika Tanaka     | NTV Beleza         | 15   |
| 02    | Yuzuki Suganuma | Urawa Red Diamonds | 9    |
| 03    | Minamino Ariasa | Nojima Stella      | 8    |
| 0     | Yumi Nakashima  | INAC Kōbe Leonessa | 8    |
| 05    | Kira Chiryu     | Urawa Red Diamonds | 7    |

## Nadeshiko League Division 2

### Teilnehmer und ihre Spielorte
| Team                                            | Stadt     | Heimstadion                             |
| ----------------------------------------------- | --------- | --------------------------------------- |
| ORCA Kamogawa FC                                | Kamogawa  | Kamogawa Stadium                        |
| Cerezo Osaka                                    | Osaka     | Sports Park Sakura Square Minamitsumori |
| Ehime FC                                        | Matsuyama | Ningineer Stadium                       |
| Speranza FC Ōsaka Takatsuki                     | Takatsuki | Sports Center Stadium Takatsuki         |
| AS Harima ALBION                                | Himeji    | Himeji City Stadium                     |
| Kibi International University Charme            | Okayama   | Tsuyama Athletics Stadium               |
| Nippon Sport Science University Fields Yokohama | Yokohama  | NHK Spring Mitsuzawa Football Stadium   |
| Okayama Yunogo Belle                            | Okayama   | City Light Stadium                      |
| Sfida Setagaya FC                               | Tokyo     | Ajinomoto Field Nishigaoka              |
| Yokohama FC Seagulls                            | Yokohama  | NHK Spring Mitsuzawa Football Stadium   |

### Tabelle
| Pl. | Verein                                          | Sp. | S  | U | N  | Tore    | Diff. | Punkte |
| --- | ----------------------------------------------- | --- | -- | - | -- | ------- | ----- | ------ |
| 1.  | Nippon Sport Science University Fields Yokohama | 18  | 13 | 3 | 2  | 044:130 | +31   | 42     |
| 2.  | Cerezo Osaka (N)                                | 18  | 12 | 5 | 1  | 051:190 | +32   | 41     |
| 3.  | Ehime FC                                        | 18  | 7  | 8 | 3  | 030:180 | +12   | 29     |
| 4.  | ORCA Kamogawa FC (N)                            | 18  | 7  | 7 | 4  | 021:120 | +9    | 28     |
| 5.  | Yokohama FC Seagulls                            | 18  | 7  | 3 | 8  | 020:220 | −2    | 24     |
| 6.  | Sfida Setagaya FC                               | 18  | 6  | 5 | 7  | 030:270 | +3    | 23     |
| 7.  | AS Harima ALBION                                | 18  | 7  | 2 | 9  | 021:300 | −9    | 23     |
| 8.  | Okayama Yunogo Belle (A)                        | 18  | 5  | 4 | 9  | 022:350 | −13   | 19     |
| 9.  | Kibi International University Charme (R↓)       | 18  | 5  | 3 | 10 | 016:320 | −16   | 18     |
| 10. | Speranza FC Ōsaka Takatsuki (R↑)                | 18  | 1  | 0 | 17 | 011:580 | −47   | 03     |

| Zum 27. Spieltag: | |
| Aufstieg in die Nadeshiko League Div. 1 2017: Nojima Stella Teilnahme an den Relegationsspielen zur Nadeshiko League Div. 1 2017: AS Elfen Saitama Teilnahme an den Relegationsspielen zur Challenge League 2017: Kibi International University Charme Abstieg in die Challenge League: Angeviolet Hiroshima | |
| | |
| Zum Saisonende 2016: | |
| (A) | Absteiger aus der Nadeshiko League Div. 1 2016: Okayama Yunogo Belle                                 |
| (R↑) | Verlierer der Relegationsspiele zur Nadeshiko League Division 1 : Speranza FC Ōsaka Takatsuki        |
| (R↓) | Gewinner der Relegationsspiele zur Nadeshiko League Division 2: Kibi International University Charme |
| (N) | Neuaufsteiger aus der Challenge League 2016: ORCA Kamogawa FC                                        |
| | |

### Relegation zur Nadeshiko League Division 1
Der Vorletzte der Nadeshiko League Division 1 2017 spielt gegen den 2. Platzierten der Nadeshiko League Division 2 2017 um die Relegation. Das Hinspiel wird am 9. und das Rückspiel am 16. Dezember 2017 stattfinden. Der Sieger wird sich für die Nadeshiko League Division 1 2018 qualifizieren.
|                  | Gesamt |              | Hinspiel | Rückspiel |
| ---------------- | ------ | ------------ | -------- | --------- |
| AS Elfen Saitama | -:-    | Cerezo Osaka | 0:1      | 16.12     |

### Relegation zur Nadeshiko League Division 2
Der Vorletzte der Nadeshiko League Division 2 2017 spielt gegen den 2. Platzierten der Challenge League 2017 um die Relegation. Das Hinspiel wird am 9. und das Rückspiel am 17. Dezember 2017 stattfinden. Der Sieger wird sich für die Nadeshiko League Division 2 2018 qualifizieren.
|                                      | Gesamt |                 | Hinspiel | Rückspiel |
| ------------------------------------ | ------ | --------------- | -------- | --------- |
| Kibi International University Charme | -:-    | Bunnys Kyoto SC | 2:4      | 17.12     |

### Torschützenliste
Bei gleicher Anzahl von Treffern sind die Spieler alphabetisch geordnet.
| Platz | Spieler        | Mannschaft                                      | Tore |
| ----- | -------------- | ----------------------------------------------- | ---- |
| 01    | Saori Takarada | Cerezo Osaka                                    | 22   |
| 02    | Akane Nagasaki | Sfida Setagaya FC                               | 11   |
| 03    | Kanako Itō     | Nippon Sport Science University Fields Yokohama | 10   |
| 04    | Shoko Uemura   | Nippon Sport Science University Fields Yokohama | 8    |
| 0     | Makoto Akune   | Ehime FC                                        | 8    |

## Challenge League

### Teilnehmer und ihre Spielorte
- folgende Mannschaften nehmen an der Challenge League 2017 teil:

| Ost: - Yamato Sylphide - Norddea Hokkaido - Tokiwagi Gakuen High School L.S.C. - Niigata University of Health and Welfare - Tsukuba FC - FC Jumonji Ventus | West: - Angeviolet Hiroshima - Shizuoka Sangyo Universität Iwata Bonita - Bunnys Kyoto SC - JFA Academy Fukushima - Fukuoka J. Anclas - NGU Raburijji Nagoya |

### Tabelle Staffel Ost
| Pl. | Verein                                   | Sp. | S | U | N  | Tore    | Diff. | Punkte |
| --- | ---------------------------------------- | --- | - | - | -- | ------- | ----- | ------ |
| 1.  | FC Jumonji Ventus (N)                    | 15  | 9 | 3 | 3  | 023:140 | +9    | 30     |
| 2.  | Yamato Sylphide (R)                      | 15  | 8 | 3 | 4  | 019:120 | +7    | 27     |
| 3.  | Tokiwagi Gakuen High School L.S.C.       | 15  | 6 | 4 | 5  | 034:250 | +9    | 22     |
| 4.  | Niigata University of Health and Welfare | 15  | 6 | 3 | 6  | 024:250 | −1    | 21     |
| 5.  | Norddea Hokkaido                         | 15  | 5 | 3 | 7  | 020:190 | +1    | 18     |
| 6.  | Tsukuba FC                               | 15  | 1 | 4 | 10 | 010:350 | −25   | 07     |

| Zum 15. Spieltag: |                                                                 |
| Qualifikation zu der Aufstiegsrunde zur Nadeshiko League Div. 2 2018 Qualifikation zu den Qualifikationsrunde 5. bis 8. Platzierter Qualifikation zu den Abstiegsrunde der Challenge League |                                                                 |
| |                                                                 |
| Zum Saisonende 2016: |                                                                 |
| (R) | Verlierer der Relegationsspiele zur Nadeshiko League Division 2 |
| (N) | Neuaufsteiger aus der Regional League 2016: FC Jumonji Ventus   |
| |                                                                 |

### Tabelle Staffel West
| Pl. | Verein                                   | Sp. | S  | U | N | Tore    | Diff. | Punkte |
| --- | ---------------------------------------- | --- | -- | - | - | ------- | ----- | ------ |
| 1.  | Bunnys Kyoto SC                          | 15  | 10 | 3 | 2 | 022:900 | +13   | 33     |
| 2.  | Shizuoka Sangyo Universität Iwata Bonita | 15  | 6  | 5 | 4 | 021:170 | +4    | 23     |
| 3.  | NGU Raburijji Nagoya                     | 15  | 6  | 4 | 5 | 023:180 | +5    | 22     |
| 4.  | Angeviolet Hiroshima (A)                 | 15  | 5  | 3 | 7 | 017:240 | −7    | 18     |
| 5.  | JFA Academy Fukushima                    | 15  | 4  | 3 | 8 | 018:250 | −7    | 15     |
| 6.  | Fukuoka J. Anclas                        | 15  | 3  | 4 | 8 | 019:270 | −8    | 13     |

| Zum 15. Spieltag: |                                                |
| Qualifikation zu der Aufstiegsrunde zur Nadeshiko League Div. 2 2018 Qualifikation zu den Qualifikationsrunde 5. bis 8. Platzierter Qualifikation zu den Abstiegsrunde der Challenge League |                                                |
| |                                                |
| Zum Saisonende 2016: |                                                |
| (A) | Absteiger aus der Nadeshiko League Div. 2 2016 |
| |                                                |

### Aufstiegsrunde zur Nadeshiko League Div. 2 2018
| Pl. | Verein                                   | Sp. | S | U | N | Tore    | Diff. | Punkte |
| --- | ---------------------------------------- | --- | - | - | - | ------- | ----- | ------ |
| 1.  | Shizuoka Sangyo Universität Iwata Bonita | 3   | 3 | 0 | 0 | 008:100 | +7    | 09     |
| 2.  | Bunnys Kyoto SC                          | 3   | 2 | 0 | 1 | 005:600 | −1    | 06     |
| 3.  | Yamato Sylphide (R)                      | 3   | 0 | 1 | 2 | 003:500 | −2    | 01     |
| 4.  | FC Jumonji Ventus (N)                    | 3   | 0 | 1 | 2 | 000:400 | −4    | 01     |

| Zum 3. Spieltag: |                                                                                  |
| Aufstieg in die Nadeshiko League Div. 2 2018 Qualifikation zu den Relegationsspielen um die Nadeshiko League Div. 2 2018 |                                                                                  |
| |                                                                                  |
| Zum Saisonende 2016: |                                                                                  |
| (R) | Verlierer der Relegationsspiele zur Nadeshiko League Division 2: Yamato Sylphide |
| (N) | Neuaufsteiger aus der Regional League 2016: FC Jumonji Ventus                    |
| |                                                                                  |

Relegation zur Nadeshiko League Division 2
Der Vorletzte der Nadeshiko League Division 2 2017 spielt gegen den 2. Platzierten der Challenge League 2017 um die Relegation. Das Hinspiel wird am 9. und das Rückspiel am 17. Dezember 2017 stattfinden. Der Sieger wird sich für die Nadeshiko League Division 2 2018 qualifizieren.
|                                      | Gesamt |                 | Hinspiel | Rückspiel |
| ------------------------------------ | ------ | --------------- | -------- | --------- |
| Kibi International University Charme | -:-    | Bunnys Kyoto SC | 2:4      | 17.12     |

### Qualifikationsrunde 5. bis 8. Platzierter
| Pl. | Verein                                   | Sp. | S | U | N | Tore    | Diff. | Punkte |
| --- | ---------------------------------------- | --- | - | - | - | ------- | ----- | ------ |
| 5.  | Angeviolet Hiroshima (A)                 | 3   | 2 | 0 | 1 | 004:200 | +2    | 06     |
| 6.  | Tokiwagi Gakuen High School L.S.C.       | 3   | 2 | 0 | 1 | 003:200 | +1    | 06     |
| 7.  | NGU Raburijji Nagoya                     | 3   | 2 | 0 | 1 | 003:300 | ±0    | 06     |
| 8.  | Niigata University of Health and Welfare | 3   | 0 | 0 | 3 | 001:400 | −3    | 0      |

| Zum Saisonende 2016: |                                                                          |
| (A)                  | Absteiger aus der Nadeshiko League Division 2 2016: Angeviolet Hiroshima |
|                      |                                                                          |

### Abstiegsrunde der Challenge League
| Pl. | Verein                | Sp. | S | U | N | Tore    | Diff. | Punkte |
| --- | --------------------- | --- | - | - | - | ------- | ----- | ------ |
| 9.  | JFA Academy Fukushima | 3   | 1 | 2 | 0 | 005:100 | +4    | 05     |
| 10. | Fukuoka J. Anclas     | 3   | 1 | 2 | 0 | 003:000 | +3    | 05     |
| 11. | Norddea Hokkaido      | 3   | 1 | 2 | 0 | 002:100 | +1    | 05     |
| 12. | Tsukuba FC            | 3   | 0 | 0 | 3 | 000:800 | −8    | 0      |

| Zum 3. Spieltag:                    |  |
| Abstieg in die Regional League 2018 |  |
|                                     |  |